# Satyrium perrieri
Satyrium perrieri är en orkidéart som beskrevs av Rudolf Schlechter. Satyrium perrieri ingår i släktet Satyrium och familjen orkidéer. Inga underarter finns listade i Catalogue of Life.